# Masashi Watanabe
Masashi Watanabe (n. 11 ianuarie 1936, Hiroshima, Japonia – d. 7 decembrie 1995, Chiba, Japonia) a fost un fotbalist japonez.

## Statistici
| Japonia | Japonia | Japonia |
| An      | Meciuri | Goluri  |
| ------- | ------- | ------- |
| 1958    | 2       | 1       |
| 1959    | 8       | 4       |
| 1960    | 1       | 0       |
| 1961    | 6       | 1       |
| 1962    | 3       | 0       |
| 1963    | 5       | 3       |
| 1964    | 1       | 0       |
| 1965    | 3       | 0       |
| 1966    | 2       | 1       |
| 1967    | 3       | 1       |
| 1968    | 2       | 0       |
| 1969    | 3       | 1       |
| Total   | 39      | 12      |